# Krepelschrofen
De Krepelschrofen is een berg in de deelstaat Beieren, Duitsland. De berg heeft een hoogte van 1160 meter.
De Krepelschrofen is onderdeel van het Estergebergte, dat weer deel uitmaakt van de Bayerische Voralpen.